# Dorothea von der Osten
Dorothea von der Osten (* 1896 in Misselwarden; † 1985 in Wiesbaden) war eine deutsche Fotografin.

## Leben

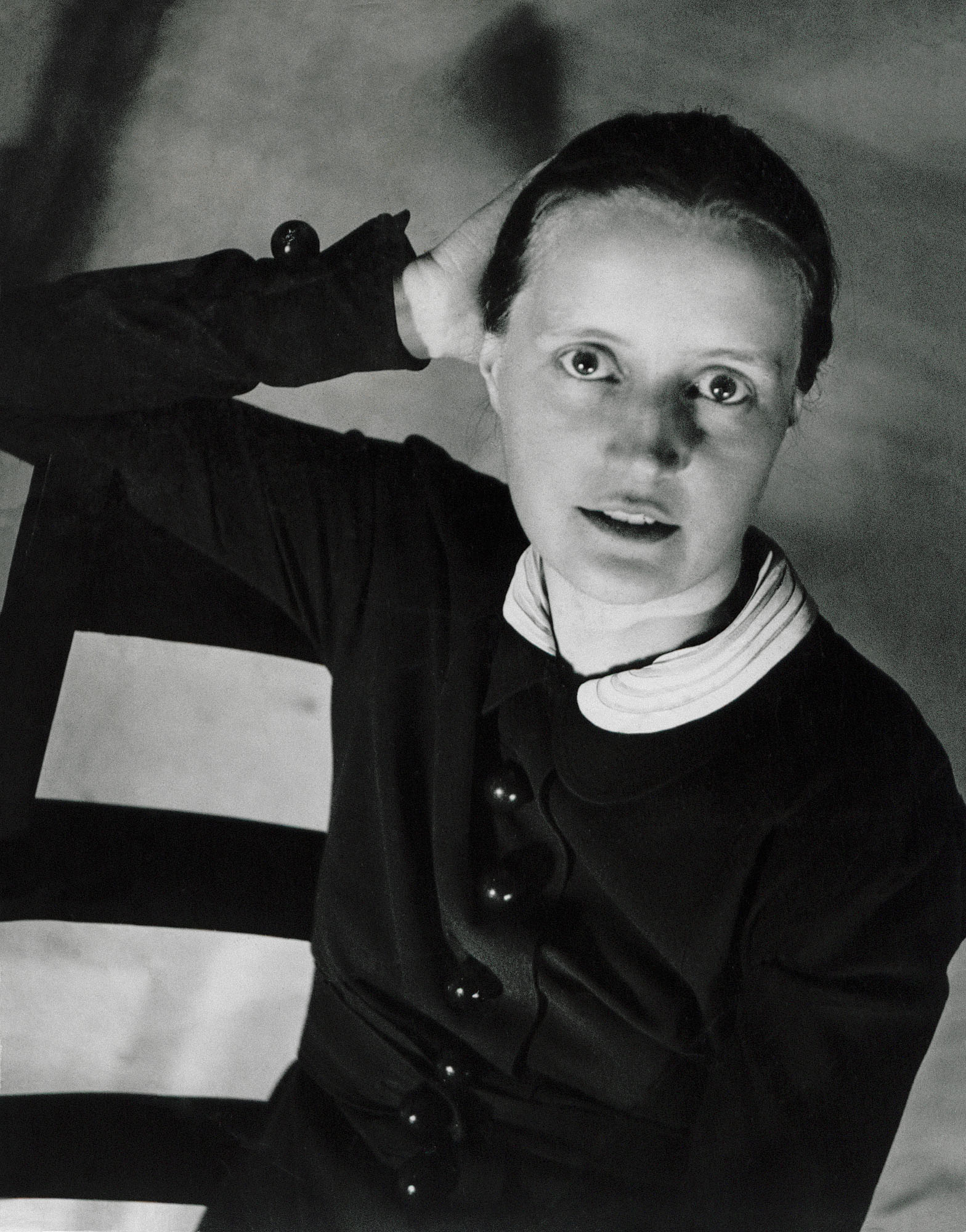
Inszenierung der Keramikkünstlerin Hedwig Bollhagen;
Foto von Dorothea von der Osten in der Hedwig Bollhagen Stiftung im Nachlass Deutsche Stiftung Denkmalschutz/BLHA

Die Tochter eines Landwirts heiratete im Jahr 1916 den Tabakkaufmann Reinhard Hempell. Sie absolvierte 1932 eine Fotografenlehre bei Erna Lendvai-Dircksen. Bilder Dorothea von der Ostens wurden in zahlreichen Illustrierten und Zeitschriften veröffentlicht; sie vertrieb ihre Werke über die Bildagentur Fotok in Berlin. Neben Reportagen über sozialpolitische Themen bildeten Objektstudien, Landschaftsfotografien, Werbebilder und Porträts Schwerpunkte ihrer Arbeit. 1936 dokumentierte sie unter anderem, wie der Gorilla Bobby, ein Publikumsliebling des Berliner Zoos, nach seinem Tod präpariert wurde.
Ab 1950 lebte Dorothea von der Osten in Wiesbaden.
Der Nachlass der Fotografin befindet sich in der Fotografischen Sammlung des Folkwang-Museums.